# فيراري إف 12 بيرلينيتا

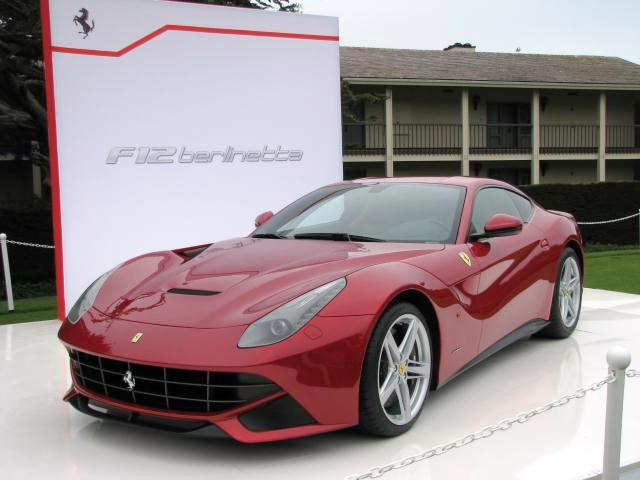
فيراري إف 12 بيرلينيتا

فيراري إف 12 بيرلينيتا (بالإيطالية: Ferrari F12berlinetta)‏ ، هي سيارة رياضية أنتجها شركة فيراري الإيطالية، صنعت عام 2012م.

## التاريخ
يعود تاريخ اسم بيرلينيتا لأوائل الخمسينيات، حيث وضع هذا الاسم العديد من سيارات فيراري الرائعة التي كانت تتمتع بتصاميم رائعة دامت على مدى الزمن، بدأ من سيارة 166 لومان بيرلينيتا التي أطلقت عام 1950 وهي تعد أول سيارة يطلق عليها اسم بيرلينيتا، حيث كان لها نصيب الاسد في سباق لومان للتحمل الذي شاركت فيه والذي كان يقام لمدة 24 ساعة، من بعدها أطلقت شركة فيراري طراز جديد من بيرلينيتا اسمته 375 إم إم، وكان له اثر قوي على الحلبات في السباقات.
كما نذكر أيضا السيارة التاريخية فيراري 250 جي تي بيرلينيتا التي أطلقت عام 1960، فهي كانت وما زالت تعتبر واحدة من أجمل السيارات في العالم.
في عام 1967 أطلقت فيراري آخر طراز من بيرلينيتا وسمي بـ275 جي تي بي الّوي، حيث اعتقد الكثيرون انها نهاية اسم بيرلينيتا التاريخي. لكن فيراري وفي عام 1995 اعادت إطلاق هذا الاسم على طراز 355 الذي أطلق في عام 1995، الذي كان يعبر عن فلسفة فيراري بصنع سيارة أحلام بمواصفات رياضية فائقة ومظهر جذاب. وأيضا وبهذا الطراز تم ايقاف اسم بيرلينيتا، ولم يوضع على أي من سيارات فيراري الحديثة.

## الوصف
ومن بعد ذلك الوقت أطلق الصانع الإيطالي الشهير سيارته الخارقة المرتقبة، إف12 بيرلينيتا، وتحمل هذه السيارة أقوى محرك مكون من 12 اسطوانة بالعالم. أطلقت فيراري هذه السيارة لتكون بديلة سيارة 599 الحالية ولتكمل عهد اسم بيرلينيتا الشهير الذي حملتة العديد من سيارات فيراري التاريخية على مدى الزمن، حيث زودت إف12 بمحرك مكون من 12 إسطوانة بسعة 6.3 لتر يولد قدرة حصانية تعد الأقوى في تاريخ فيراري تصل إلى 740 حصان، قادر على الانطلاق بـ إف12 من صفر إلى 100 كم/س في 3.1 ثانية وبسرعة قصوى تصل إلى أكثر من 340 كم/س.

## فيراري إف 12 تي دي إف
في سنة 2015 أعلنت فيراري عن عزمها إطلاق نسخة فيراري إف 12 تي دي إف محدودة التصنيع في 799 نسخة فقط تخليداً لذكرى سيارة فيراري 250 GT التي فازت بطواف فرنسا للسيارات عدة مرات والذي كان يقام بين سنوات 1899 و 1986. وحروف تي دي إف هي اختصار للسباق المعروف بـ «تور دو فرانس». بدأ انتاجها سنة 2016 و تتوفر على محرك V12 بقوة 780 حصان وعزم يقدر ب 705 نيوتن متر، و تبلغ سرعتها القصوى 340 كلم/ساعة وعن وزنها فهو يبلغ 1415 كلغ. يمكن أن تنتقل السيارة من 0 ميل في الساعة إلى 100 كم في الساعة في 2.9 ثانية فقط وإلى 200 كم في الساعة في 7.9 ثانية.

## وصلات خارجية
- الموقع الرسمي لشركة فيراري
- الموقع المخصص لسيارة فيراري إف12 بيرلينيتا
- معلومات عن سيارة فيراري إف12 بيرلينيتا الجديدة مع فيديو

- Official website